# NGC 6802
NGC 6802 ist ein galaktischer offener Sternhaufen im Sternbild Fuchs. Er hat eine Winkelausdehnung von 5' und eine scheinbare Helligkeit von 8,8 mag. Seine Erscheinung wird zum Beispiel mit dem Trumpler-Typ III1m  beschrieben.
NGC 6802 wurde am 11. Juli 1784 von William Herschel entdeckt.